# جاستین گیجی
جاستین گیجی (انگلیسی: Justin Gaethje؛ زادهٔ ۱۴ نوامبر ۱۹۸۸) ورزشکار هنرهای رزمی ترکیبی اهل ایالات متحده آمریکا است. وی از سال ۲۰۱۱ میلادی تاکنون مشغول فعالیت بوده است.
گیجی یک رزمی‌کار ترکیبی حرفه‌ای آمریکایی است. او در حال حاضر در بخش سبک‌وزن سازمان یواف‌سی رقابت می‌کند. او که از سال ۲۰۱۱ به صورت حرفه‌ای فعالیت می‌کند، قهرمان سابق سبک‌وزن موقت یواف‌سی و دارنده سابق کمربند بی‌ام‌اف در یواف‌سی است. گِیتجی پس از خورخه ماسویدال، دومین مبارزی است که کمربند بی‌ام‌اف را از آن خود کرده است. او این عنوان را در یواف‌سی ۲۹۱ به دست آورد. تا تاریخ ۲۲ ژوئیه ۲۰۲۵، او در رتبه پنجم رده‌بندی سبک‌وزن یواف‌سی قرار دارد.